# Cave Hill
Cave Hill (irlandais : Beann Mhadagáin ou Cnoc na hUaighe) est une colline près de Belfast en Irlande du Nord. Elle se situe au bord du plateau d'Antrim.